# Daniel Barnett
Daniel Barnett (* in Kapstadt) ist ein südafrikanischer Synchronsprecher, Schauspieler, Schauspiellehrer und Unternehmer.

## Leben
Barnett wurde in Kapstadt geboren, wo er auch aufwuchs und bis heute mit seiner Ehefrau und seinen zwei Kindern lebt. Er studierte an der Universität Kapstadt die Fächer Sprache und Drama und ist seit 1999 in der Filmindustrie tätig. Er ist selbstständig mit seinem Tonstudio Suburban Bear Studio und arbeitet als Schauspiellehrer am Act Cape Town.
2007 begann er als Erzähler auf einem lokalen Fernsehsender. Seitdem folgten Sprecherrollen für Hörbücher, Werbung oder Synchronsprecherrollen im Fernsehen. Er tritt auch als Schauspieler auf und war 2016 in Planet of the Sharks und 2017 im Nachfolgerfilm Empire of the Sharks in der Rolle des Moffatt zu sehen. 2019 hatte er eine Episodenrolle in der Fernsehserie Warrior. Im selben Jahr wirkte er in einer Nebenrolle im Spielfilm The Red Sea Diving Resort an der Seite der Hollywood-Größen Chris Evans und Ben Kingsley mit. Zuletzt wirkte er 2020 in einer Episode der Fernsehserie Vagrant Queen mit.

## Filmografie (Auswahl)

### Schauspieler
- 2012: High Stakes (Kurzfilm)
- 2013: Unit 12 (Kurzfilm)
- 2016: Planet of the Sharks (Fernsehfilm)
- 2017: Empire of the Sharks (Fernsehfilm)
- 2019: Warrior (Fernsehserie, Episode 1x08)
- 2019: The Red Sea Diving Resort
- 2020: Vagrant Queen (Fernsehserie, Episode 1x02)

### Synchronsprecher
- seit 2016: Munki and Trunk (Animationsserie)